# Anthocharis cardamines
Anthocharis cardamines é uma espécie de inseto lepidóptero, mais especificamente de borboleta pertencente à família Pieridae.
A autoridade científica da espécie é Linnaeus, tendo sido descrita no ano de 1758.
Trata-se de uma espécie presente no território português.

## Descrição

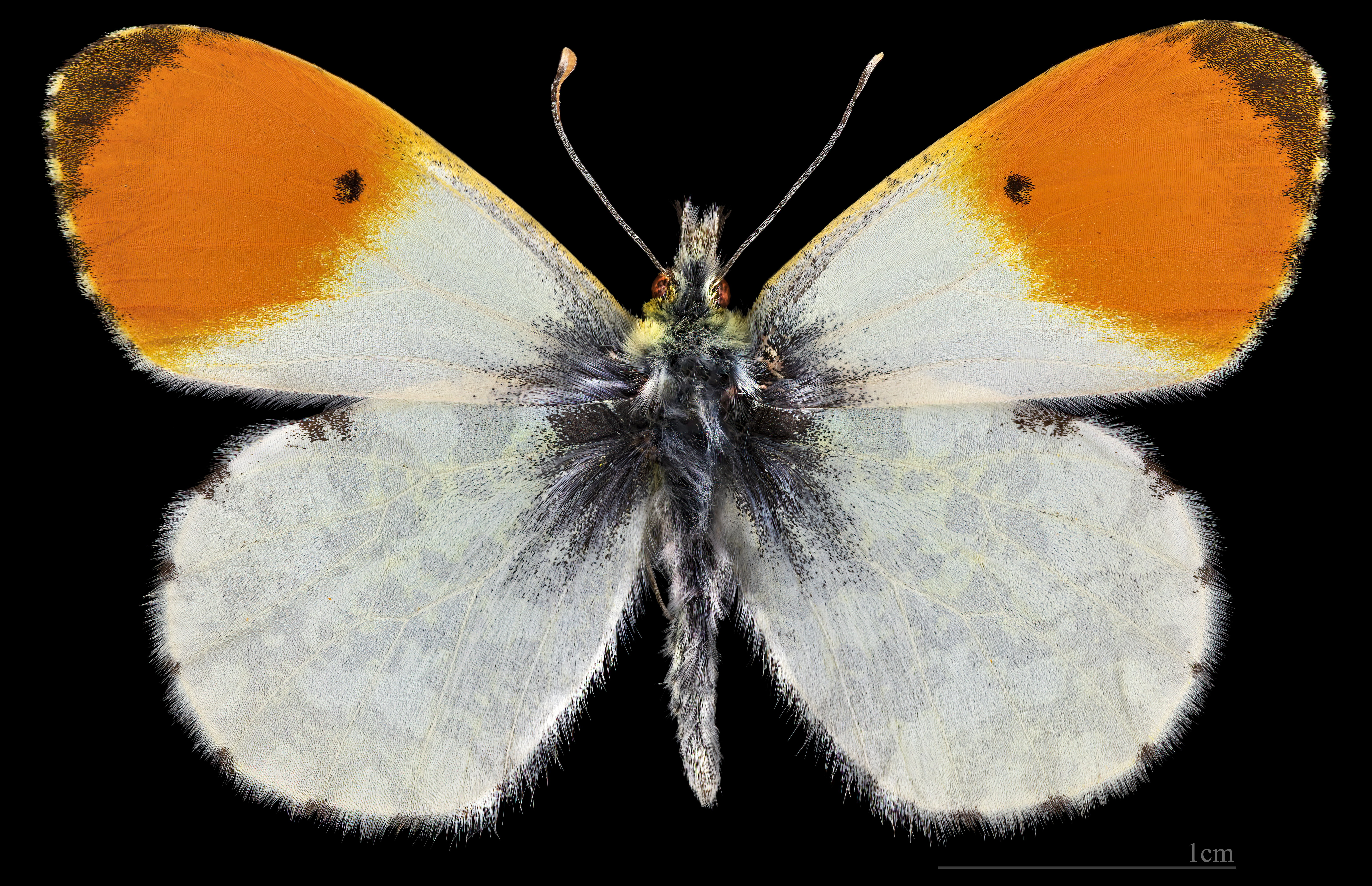
Anthocharis cardamines ♂
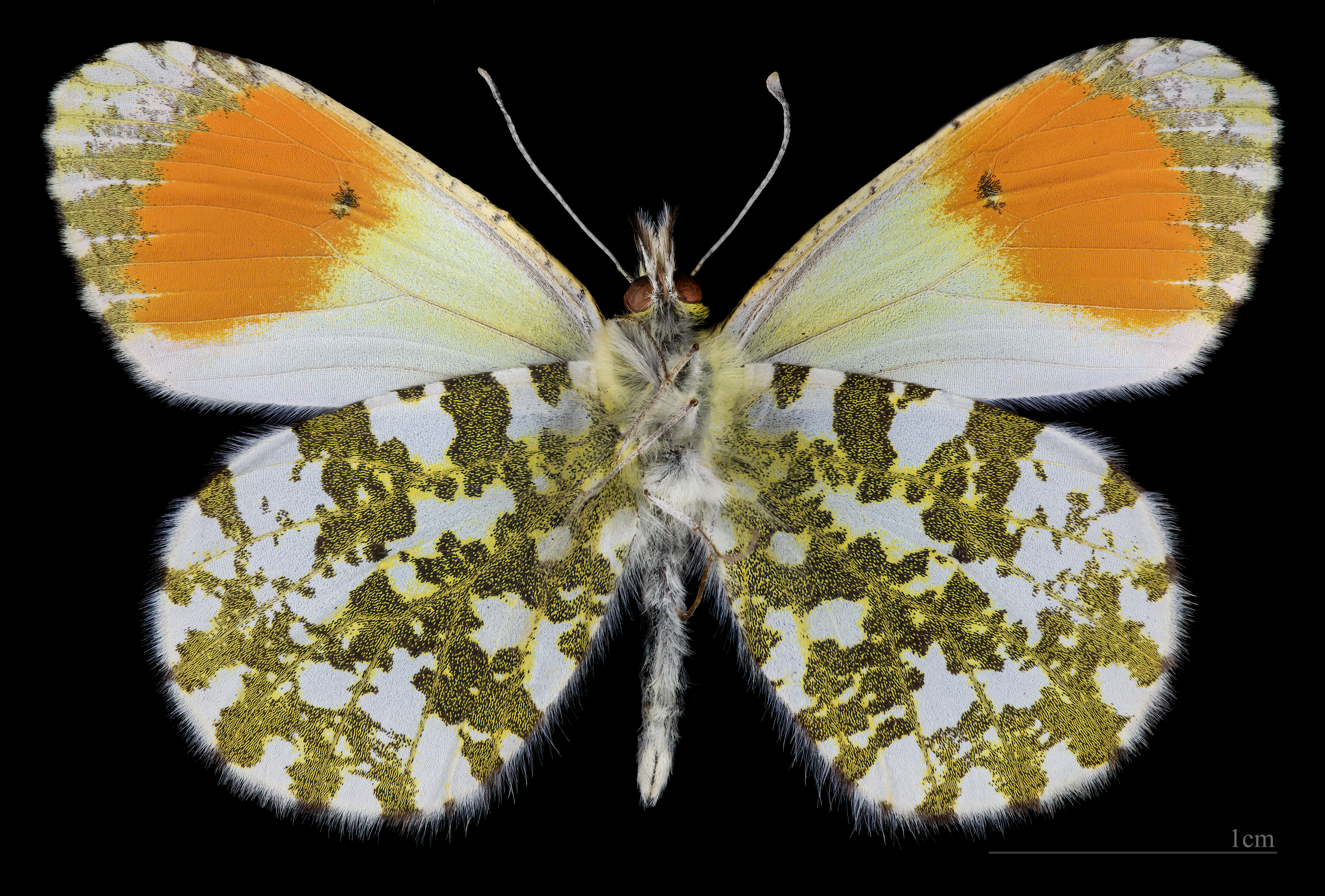
Anthocharis cardamines ♂  △
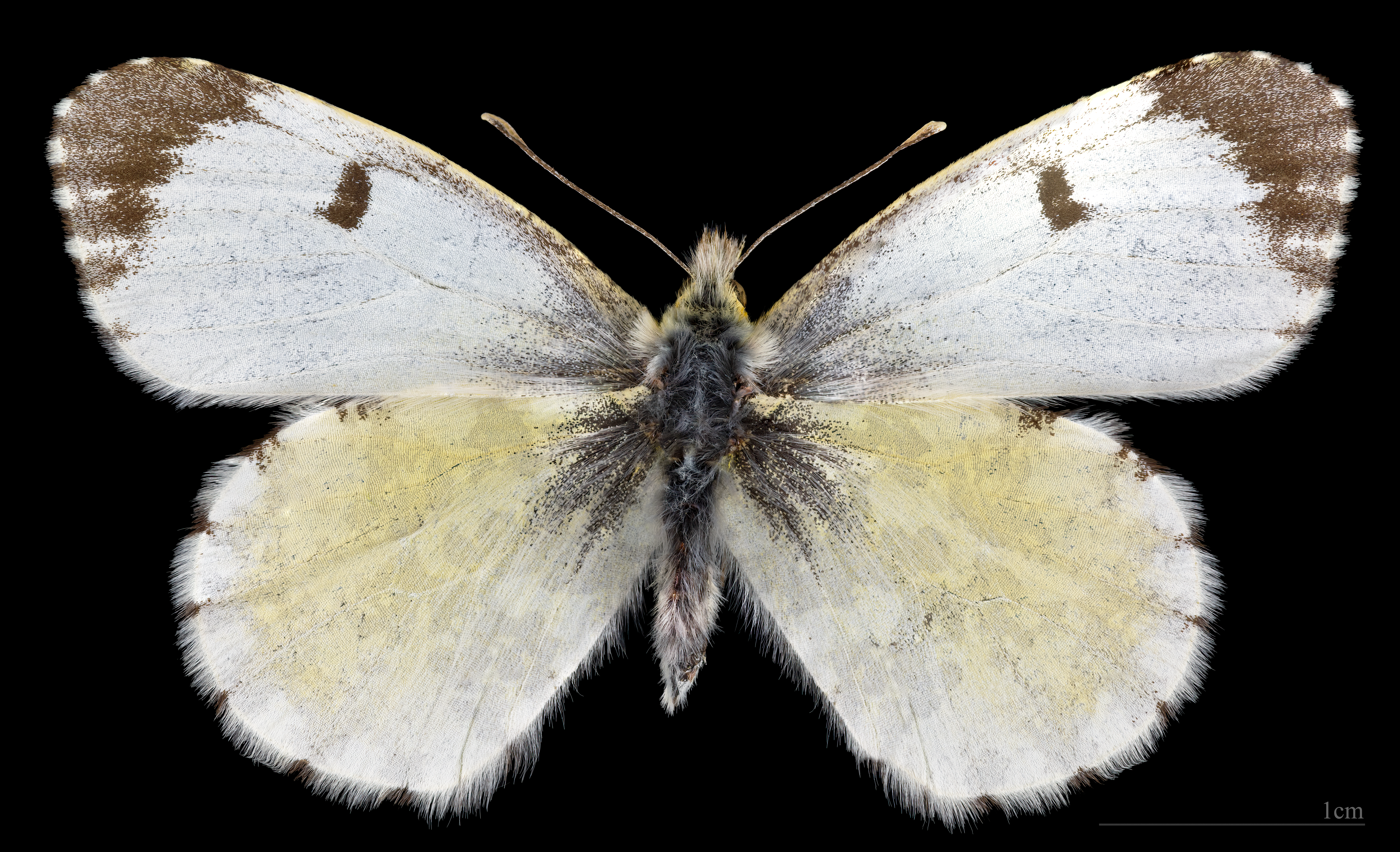
Anthocharis cardamines  ♀
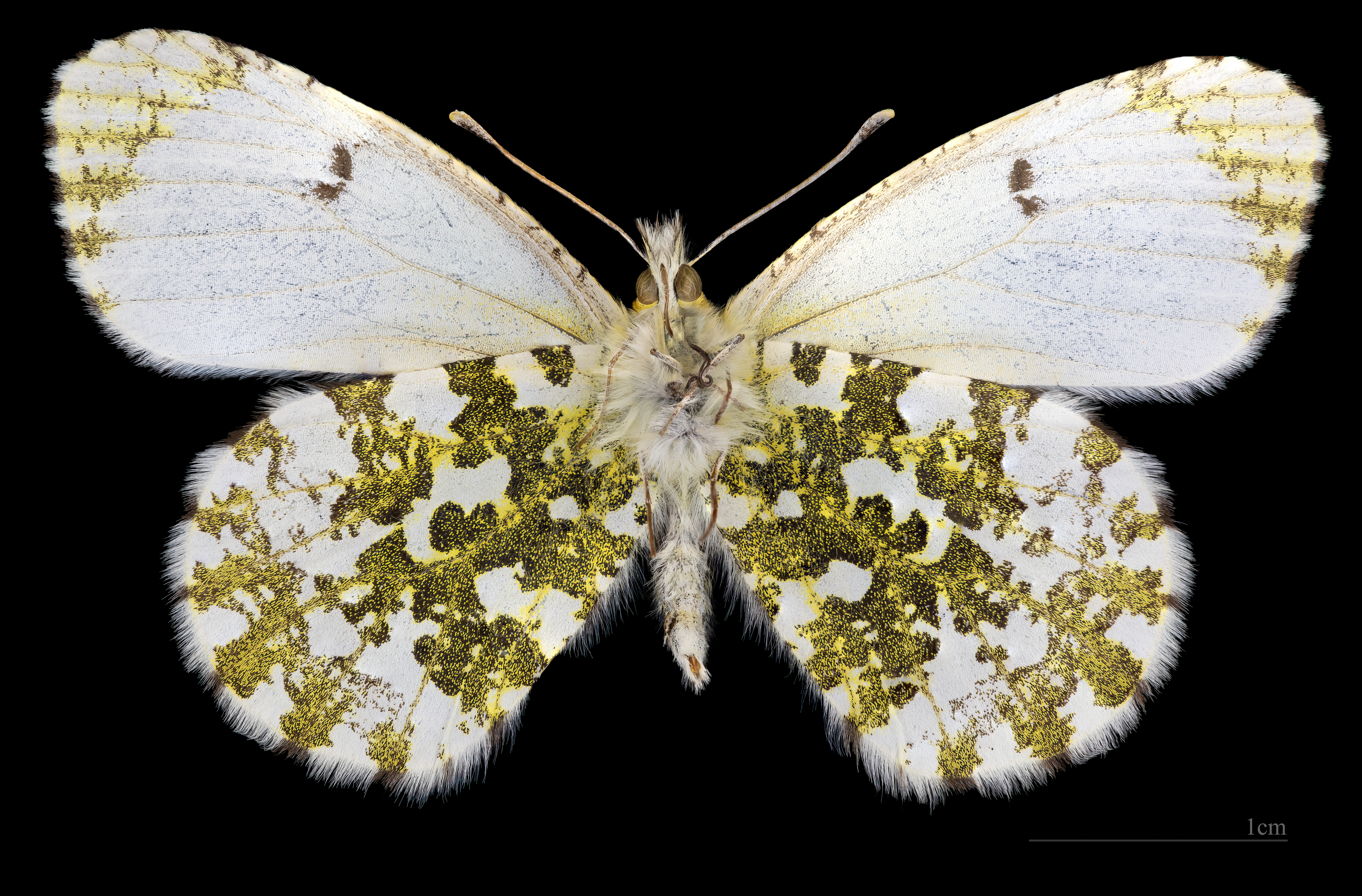
Anthocharis cardamines ♀ △